# Varga Attila (újságíró)
Varga Attila (Debrecen, 1969. április 5. –) újságíró, szociálpedagógus.
Szerszámkészítő szakmával rendelkezik, 1987–1989 között a Tiszántúli Gázszolgáltató Vállalat Gázláng című lapjába írta első cikkeit. Dolgozott lakatosként, áruösszeállítóként, raktári kiadóként, majd az 1989-ben indított Úton című hetilap hirdetésszervezőjeként tevékenykedett. A Reform, Elite, Cash-Flow lapoknak tudósított Debrecenből, a Playboy magazin számára legendássá vált nagy terjedelmű interjút készített 1992-ben Bohumil Hrabal cseh íróval.
1993-tól a nyíregyházi Új Kelet napilap rovatvezetője, főmunkatársa, 1995-től a debreceni kiadású Hajdú-Bihari Nap főmunkatársa, 1996-tól a Magyar Nemzetnél helyezkedett el. 1997–2000-ig a Népszabadság munkatársa, debreceni tudósítója, 2001–2002-ben az Egészségügyi Menedzsment szaklap szerkesztője, 2002-től ismét a Magyar Nemzet munkatársa. Egészségpolitikával foglalkozik, szerkesztő, majd főmunkatárs. 2017 februárjától a Magyar Idők, 2019. februárjától a Magyar Nemzet munkatársa. Jelenleg (2021) a Szabad Föld főszerkesztő-helyettese.
Fő műfaja a riport és az életútportré.

## Díjai
- Családbarát Médiáért díj (2009)
- Magyar Nemzet Aranytoll (2010)
- Minőségi Újságírásért díj (2011)
- Petőfi Sándor Sajtószabadság díj (2012)
- Magyar Arany Érdemkereszt (2019)
- Táncsics Mihály-díj (2020)

## Könyvei
- Temetőtangó (Rím Könyvkiadó, 1992)
- Tésztába gyúrt sóhajok (magánkiadás, 1995)
- Hrabal arcai (Európa Könyvkiadó, 1995)
- Kerskói capriccio (Medicina Könyvkiadó, 2000)
- Szantorini (Panoráma Útikönyvek, 2002)
- Magyar tangó (magánkiadás, 2009)
- Emberfia (2012)
- Hazai hősök (Porta Historica, 2018)
- Édenkertben fokossal (Porta Historica, 2018)
- Contemporary Hungarians (Pharos, 2020)